# 視覚探索

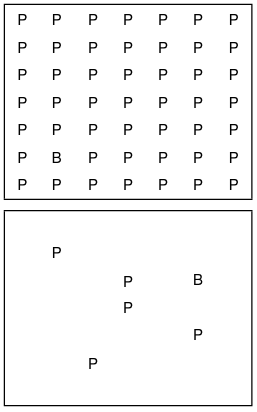
妨害刺激が多いほど、Bの探索に時間がかかる

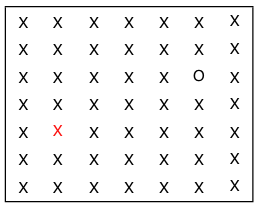
特徴探索：赤のXは色のシングルトン、0は形のシングルトンである。ともに、探索は効率的に行える

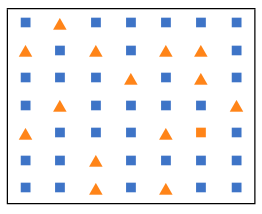
結合探索：オレンジの四角を探してみよう

視覚探索 (visual search) は注意を要求する知覚的課題の一種である。視覚探索は、特定のオブジェクトや特徴(目標刺激、ターゲット)を、それ以外のオブジェクトや特徴(妨害刺激、ディストラクター)の中から見つけ出す、積極的な視覚的走査(scan)の過程に関連する。視覚探索は、眼球運動と共起することもあるが、そうではないこともある。食料品店の棚のなかであるブランドの米袋だけを探したり、人ごみの中で友人を探す(e.g. ウォーリーをさがせ!)などは、視覚探索の例である。視覚探索の科学的な研究は、方位の異なる線分や色のついた文字などの、単純で明確に定義された探索アイテムを用いて行われる。
視覚探索の効率は、妨害刺激の数や性質に依存する。探索が効率的になるのは、目標刺激と妨害刺激が大きく異なっている場合である。与えられた配列のなかの目標刺激と妨害刺激の数は、提示刺激数(提示項目数、display size)と呼ばれる。提示刺激数の効果とは、課題の成績(反応時間や正答率)が提示刺激数に依存する程度のことを表す。提示刺激数の効果は、ほとんど無い場合(e.g. 緑の妨害刺激から赤の目標刺激を探索する、特徴探索)から、大きな効果をもつ場合(e.g. 赤のOと緑のXのなかから赤のXを探索する、結合探索)まで、大きく変化する。提示刺激数の効果が小さいときの探索は、"効率的"であるといい、提示刺激数の効果が大きいときの探索は、"非効率的"であるという。

## 視覚探索の種類

### 特徴探索
特徴探索とは、色、大きさ、方位、形状など、単一の視覚的特徴で定義された目標刺激を探索する過程のことである。特徴探索は、一般には効率的に実行可能である。例えば、XのなかからOを探索するのは高速に行うことができるし、赤い目標刺激の探索は、妨害刺激が全て黒ならば高速に行うことができる(例を見よ)。

### 結合探索
結合探索とは、目標となる刺激が単一の視覚的特徴で定義されるのではなく、2種かそれ以上の特徴の組み合わせによって定義される状況での探索のことである。例えば、青色の四角とオレンジ色の三角のなかからオレンジ色の四角を探索する場合である(例を見よ)："オレンジ"あるいは"四角"といった単一の特徴では、探索の目標をひとつだけ探し出すことはできない。
結合探索は一般には非効率的であり、課題を遂行するのに必要な時間は、妨害刺激数に線比例して増加する。こうした探索時間の性質は、あたかも被験者が刺激中の探索アイテムを1つずつ検討しながら、目標刺激であるかどうかを決断しているようであるので、"逐次探索"とよばれる。

## 視覚探索の理論
- 特徴統合理論
- en:Attentional engagement theory
- 誘導探索理論